# Cornu mazzullii
Cornu mazzullii es una especie de molusco gasterópodo pulmonado terrestre de la familia Helicidae

## Distribución geográfica
Es  endémica de Italia.

## Estado de conservación
Se encuentra amenazada de extinción por la pérdida de su hábitat natural.